# Szupresszor dióda

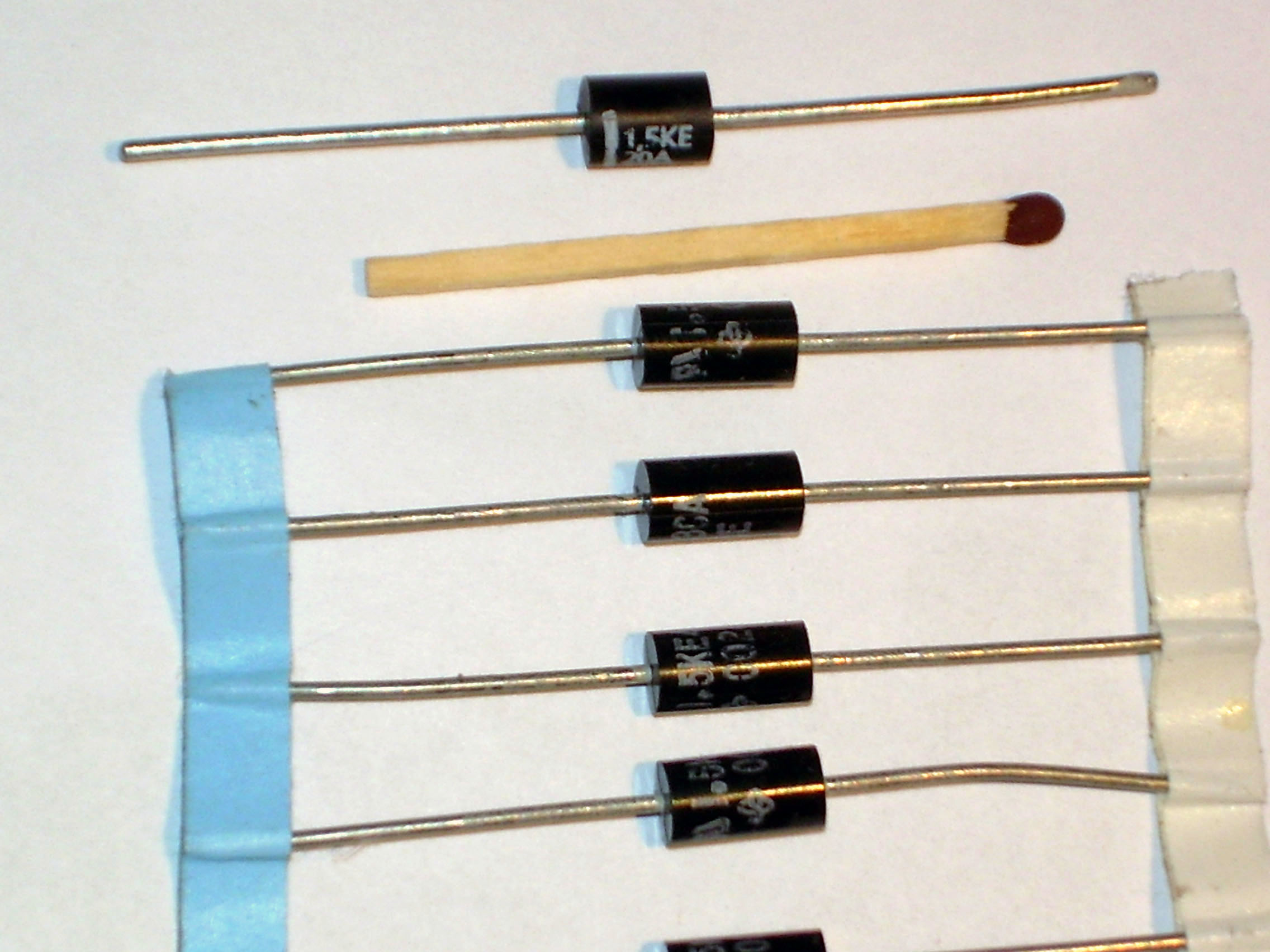
1,5KE típusú túlfeszültségvédő szupresszor diódák (méretek érzékeltetése egy gyufaszállal)

A szupresszor dióda két kivezetéssel ellátott félvezető eszköz, amelyet a túlfeszültség-védelem finom fokozataiban alkalmaznak az érzékeny elektronikus áramkörök védelme érdekében. A túlfeszültségvédelem azáltal valósul meg, hogy a hirtelen fellépő feszültségimpulzusokat a szupresszor dióda olyan szintre csökkenti, amit a mögöttes áramkör már sérülés nélkül elvisel.
Szupresszor diódát (is) tartalmaznak például a kompakt fénycsövek elektronikái.

## Működése

Szupresszor diódák rajzjele

A szupresszor dióda nem alkalmas állandó terhelésre, a rövid idejű túlterheléseket viszont jól elviseli. A védett áramkörrel párhuzamosan kapcsolandó. A népszerű 1.5KE sorozatú szupresszor diódák például 1500 watt impulzusüzemű teljesítményt képesek elviselni, de csak egy ezredmásodpercig.
- Alaphelyzetben a szupresszor dióda lezárt állapotú, tehát igen nagy ellenállású eszközként[3] viselkedik.
- A szupresszor dióda korlátozó jellegű eszköz: akkor kezd vezetni, amikor a túlfeszültség értéke eléri az adott szupresszor diódára jellemző „megszólalási” értéket, a szupresszor dióda kinyit, és a túlfeszültséget konstans szintre korlátozza. Mihelyt a túlfeszültség a beépített szupresszor diódára jellemző határ alá esik, a korlátozás feloldódik; a szupresszor dióda ismét nagy ellenállású állapotba kerül (lezár), és ismét „láthatatlanná” válik.[4]
- Olyan teljesítményű túlterheléskor, amely például közeli villámcsapás esetén fordulhat elő, a szupresszor dióda közvetlen rövidzárlati állapotba kerül és a túlterhelés megszűnése után is ebben az állapotában marad. A szupresszor dióda zárlata miatt a készüléket védő olvadóbiztosító vagy egyéb védelem leválasztja azt a hálózatról.[5]
- Még erősebb túlterhelés annyira megváltoztatja a dióda szerkezetét, hogy az tönkremegy, feladatát nem képes ellátni. A tönkremenetel elkerülése érdekében a szupresszor diódákon kívül további védelmi berendezéseket is alkalmaznak, mint például kismegszakítók, villámvédők, stb.

A szupresszor dióda a Z-diódákéhoz hasonló, de a névleges tranziens teljesítménnyel arányosan nagyobb méretű P-N átmenetet tartalmaz. Létezik egyirányú és kétirányú kivitel is. Egyenáramú áramkörökben egyirányú szupresszor diódákat 
használnak. A szupresszor dióda a hagyományos Z-diódával szemben nagyobb áramterhelhetőséggel bír és jelentősen gyorsabb: kevesebb, mint 1 pikoszekundum ({\displaystyle <10^{-12}s}) a válaszideje. Folyamatos áramterhelhetősége azonban nem túl nagy, mert a P-N-átmenet geometriai mérete korlátozza a leadható hőt és ezáltal az átvihető teljesítményt. A gyors reakcióidő különösen a vezetékeken érkező sorozatos vagy egyedi tűimpulzusok esetén jelent előnyt, amelyek Z-diódával nem nyomhatóak el.
Sajnos a szupresszor diódáknak sem elhanyagolható a saját kapacitása, így nagy frekvenciák esetén figyelni kell a lehetséges csillapító hatásra.

## Egyéb elnevezések
A szupresszor diódákat néhány gyártó TRANSIL vagy TRANSZORB néven forgalmazza.